# 泰勒鎮區 (密蘇里州格林縣)
泰勒鎮區（英語：Taylor Township）是位於美國密蘇里州格林縣的一個行政鎮區。

## 地方資料
泰勒鎮區的面積為76.65平方千米，當中陸地面積為76.42平方千米，而水域面積為0.22平方千米。根據2020年美國人口普查的數據，當地共有人口1789人，而人口密度為每平方千米23.34人。